# タケデンバード
タケデンバードは日本の競走馬。中央競馬の重賞であるクモハタ記念（東京1800メートル）と高松宮杯（中京2000メートル）に優勝したが、どちらも（さらに初めての特別戦勝ちも）いわく付きの勝ち鞍であり、魔性の馬・死神などと揶揄された。
なお、クラシックではランドプリンス（皐月賞）・ロングエース（日本ダービー）・イシノヒカル（菊花賞・有馬記念）・タイテエム（天皇賞（春））などのいる「最強世代」と呼ばれた1972年世代の一頭である。

## 戦績
1971年9月18日に中山でデビューしたタケデンバードは、当レースを5着の結果で終わった。
その後は、5ヶ月の休暇を挟んでの4戦目の未勝利戦で初勝利を挙げた。この時点では、『単なる遅れて来た最強世代の凡庸な一頭』位の評価でしかなかった。
この評価が一転するのが、1972年7月9日に開催されたダービー出走への足掛かりとなった特別戦・みずばしょう特別であった。4頭もの落馬事故が発生した当レースを、不利を受けず、タケデンバードは圧勝している。
ダービーを11着と言う結果に終わったタケデンバードは、10月22日の条件戦を勝ちオープン馬となった。次のカブトヤマ記念を2番人気で挑んだものの、ハクホオショウに完敗の9着に終わった。次走のクモハタ記念では野平祐二騎手が鞍上となった。
こうして始まったクモハタ記念は、先導役と目されたトーヨーアサヒの出遅れと言う波乱のスタートとなった。断然の1番人気・ハクホオショウは先行集団の前の定位置に付け、タケデンバードはハクホオショウをマークすべくその外に位置していた。レースが動いたのは、直線に入ってからで、タケデンバードはラファールと共に抜け出す。ハクホオショウは馬群を抜け出すのに手間取ったものの、直線坂上でタケデンバードを捉えた。タケデンバードは二の足を使い逃げ込みを図るものの、ゴール前でハクホオショウにクビ差交わされた様にも見えていた。ところが、決勝判定写真の不備で結果的に誤審となる形で優勝馬とされた。この誤審疑惑は当時は相当な物議を醸し、これ以降は写真判定が義務付けられる事になった（タケデンバード事件）。
更に、翌1973年の高松宮杯では、逃げる2番人気のハマノパレードが直線で落馬転倒し競走中止した。このため、離されていた2番手を走っていた同馬が、何の不利も受けずに1着入線。1番人気のベルワイドが3着止まりだった事もあり万馬券決着となった。馬主、調教師は共に不在で、鞍上も今回初騎乗の蓑田早人であった。
翌年連覇を狙って参戦した高松宮杯では、ハイセイコーに完敗。以降は引退迄の2戦共に惨敗。京王杯オータムハンデキャップは落馬競走中止、ラストランとなった毎日王冠は離された殿負けに終わった。

## 血統表
| タケデンバードの血統（ネアルコ系 / Pharos(Fairway)3×4・5=21.88%、Spearmint5×5=6.25%（父内）） | タケデンバードの血統（ネアルコ系 / Pharos(Fairway)3×4・5=21.88%、Spearmint5×5=6.25%（父内）） | タケデンバードの血統（ネアルコ系 / Pharos(Fairway)3×4・5=21.88%、Spearmint5×5=6.25%（父内）） | （血統表の出典）    | （血統表の出典） |
| 父 *アドミラルバード Admiral Byrd 1952 黒鹿毛                                                 | 父の父Nearco 1935 黒鹿毛                                                                      | Pharos                                                                                        | Phalaris            | Phalaris         |
| 父 *アドミラルバード Admiral Byrd 1952 黒鹿毛                                                 | 父の父Nearco 1935 黒鹿毛                                                                      | Pharos                                                                                        | Scapa Flow          |                  |
| 父 *アドミラルバード Admiral Byrd 1952 黒鹿毛                                                 | 父の父Nearco 1935 黒鹿毛                                                                      | Nogara                                                                                        | Havresac            | Havresac         |
| 父 *アドミラルバード Admiral Byrd 1952 黒鹿毛                                                 | 父の父Nearco 1935 黒鹿毛                                                                      | Nogara                                                                                        | Catnip              |                  |
| 父 *アドミラルバード Admiral Byrd 1952 黒鹿毛                                                 | 父の母Woodlark 1944 鹿毛                                                                      | Bois Roussel                                                                                  | Vatout              | Vatout           |
| 父 *アドミラルバード Admiral Byrd 1952 黒鹿毛                                                 | 父の母Woodlark 1944 鹿毛                                                                      | Bois Roussel                                                                                  | Plucky Liege        |                  |
| 父 *アドミラルバード Admiral Byrd 1952 黒鹿毛                                                 | 父の母Woodlark 1944 鹿毛                                                                      | Aurora                                                                                        | Hyperion            | Hyperion         |
| 父 *アドミラルバード Admiral Byrd 1952 黒鹿毛                                                 | 父の母Woodlark 1944 鹿毛                                                                      | Aurora                                                                                        | Rose Red            |                  |
| 母 エリースコット 1962 黒鹿毛                                                                 | 母の父*スコット Scot 1954 鹿毛                                                                | Souverain                                                                                     | Maravedis           | Maravedis        |
| 母 エリースコット 1962 黒鹿毛                                                                 | 母の父*スコット Scot 1954 鹿毛                                                                | Souverain                                                                                     | Jolie Reine         |                  |
| 母 エリースコット 1962 黒鹿毛                                                                 | 母の父*スコット Scot 1954 鹿毛                                                                | Dissenter                                                                                     | Cameronian          | Cameronian       |
| 母 エリースコット 1962 黒鹿毛                                                                 | 母の父*スコット Scot 1954 鹿毛                                                                | Dissenter                                                                                     | Lady Juror          |                  |
| 母 エリースコット 1962 黒鹿毛                                                                 | 母の母*フエリー 1950 鹿毛                                                                     | Channel Swell                                                                                 | Fairway             | Fairway          |
| 母 エリースコット 1962 黒鹿毛                                                                 | 母の母*フエリー 1950 鹿毛                                                                     | Channel Swell                                                                                 | Papilla             |                  |
| 母 エリースコット 1962 黒鹿毛                                                                 | 母の母*フエリー 1950 鹿毛                                                                     | Mavida                                                                                        | Marconigram         | Marconigram      |
| 母 エリースコット 1962 黒鹿毛                                                                 | 母の母*フエリー 1950 鹿毛                                                                     | Mavida                                                                                        | Roseflight F-No.1-m |                  |